# Hannah Montana & Miley Cyrus: Best of Both Worlds Concert
Hannah Montana & Miley Cyrus: Best of Both Worlds Concert är en amerikansk konsertfilm från Walt Disney Pictures 2008, presenterad i Disney Digital 3-D. Filmen släpptes i USA och Kanada ursprungligen för bara en vecka mellan 1 och 7 februari 2008, med senare premiärer i andra länder.  Filmen är regisserad av Bruce Hendricks och producerad av Art Repola.
Världspremiären på TV visades på Disney Channel den 20 juli 2008. Disney Channel premiären lockade cirka 5,9 miljoner tittare.

## Sånger

### Som Hannah Montana
1. "Rock Star"
2. "Life's What You Make It"
3. "Just Like You"
4. "Nobody's Perfect"

1. "I Got Nerve"
2. "We Got The Party With Us" (med Jonas Brothers)

### Som Miley Cyrus
1. "Start All Over"
2. "See You Again"
3. "Let's Dance"
4. "Right Here"
5. "Good and Broken"
6. "I Miss You"
7. "G.N.O. (Girl's Night Out)"
8. "The Best of Both Worlds" (med Hannah Montana i videoskärmarna)